# Kirgisistan (Partei)

Logo der Partei

Die politische Partei Kirgisistan (kirgisisch Кыргызстан, auch: Kirgisistan-Partei) wurde 2015 in der Kirgisischen Republik gegründet. In der politischen Landschaft des Landes etablierte sich die Partei im mitte-links Spektrum und als Partner der langjährigen Regierungspartei Sozialdemokratische Partei Kirgisistans (SDPK).

## Geschichte
Die Partei wurde im Jahr 2015 gegründet und ist damit eine der zahlreichen jungen Parteien in der kirgisischen Demokratie. Zu den prominentesten Gründungsmitgliedern der Partei zählten der ehemalige Bürgermeister von Tokmok, Kanatbek Issajew, sowie die ehemaligen Gouverneure der Gebiete Naryn und Batken, Kanat Muratbekow und Arsybek Burkanow. Unter der Führung von Issajew zog die Partei in den Wahlkampf im Vorfeld der Parlamentswahl 2015 und wurde dabei vor allem als Partner der Sozialdemokratischen Partei SDPK wahrgenommen. Mit einem Ergebnis von 12,9 % der Stimmen bildete die Kirgisistan-Partei im neu gebildeten Parlament die drittstärkste Fraktion und stieg damit wenige Monate nach ihrer Gründung zu einer der bedeutendsten Parteien in Kirgisistan auf. Im November 2015 wurde die Kirgisistan-Partei Teil der aus vier Parteien bestehenden Regierungskoalition unter Führung der SDPK. Mit der angestrebten Präsidentschaftskandidatur des Kirgisistan-Vorsitzenden Issajew bei der Präsidentschaftswahl 2017 gegen den SDPK-Kandidaten Sooronbai Dscheenbekow kam es erstmals zu deutlichen Differenzen zwischen den Koalitionspartnern SDPK und Kirgisistan. Issajews Kandidatur wurde von der kirgisischen Wahlbehörde nicht zugelassen, kurz vor der Wahl wurde Issajew aufgrund von Korruptionsvorwürfen und der angeblichen Planung von Unruhen nach der Wahl verhaftet und schließlich zu einer Haftstrafe von 12 Jahren verurteilt.
Nachdem die Haftstrafe von Issajew erst in Hausarrest umgewandelt und schließlich gänzlich aufgehoben worden war, führte Issajew die Kirgisistan-Partei vor der Parlamentswahl 2020 erneut als Parteivorsitzender an. Nach der Zersplitterung der SDPK infolge parteiinterner Machtkämpfe präsentierte sich die Kirgisistan-Partei als verbliebene Regierungspartei und versuchte auf diese Weise, ehemalige SDPK-Wähler zu mobilisieren. Diese stimmten bei der Wahl jedoch größtenteils für die  Parteien Mekenim Kirgisistan und Birimdik, die Kirgisistan-Partei verlor im Vergleich zur Parlamentswahl 2015 mehr als vier Prozentpunkte und büßte zwei Sitze im Parlament ein. Mit der Annullierung des Wahlergebnisses durch die Zentrale Wahlkommission aufgrund zahlreicher Hinweise auf Wahlbetrug und -manipulation entwickelte sich in Kirgisistan eine weitreichende politische Krise, die im Rücktritt der Regierung und des Präsidenten gipfelte. Während beide Ämter kommissarisch von Sadyr Dschaparow eingenommen wurden, war die Kirgisistan-Partei durch ihren Vorsitzenden Issajew vertreten, der bei einer außerordentlichen Parlamentssitzung am 13. Oktober zum neuen Parlamentssprecher gewählt wurde. Gemäß der kirgisischen Verfassung wäre Issajew als Parlamentssprecher nach dem Rücktritt des amtierenden Präsidenten Dscheenbekow am 15. Oktober zum kommissarischen Präsidenten aufgestiegen, er verzichtete jedoch auf dieses Amt, was infolgedessen an Ministerpräsident Dschaparow überging.
Am 4. November 2020 kündigte Issajew seinen Rücktritt vom Amt des Parlamentssprechers an, um als Kandidat der Kirgisistan-Partei bei der Präsidentschaftswahl 2021 gegen Sadyr Dschaparow anzutreten. Issajew zählte neben Dschaparow und Adachan Madumarow zu den prominentesten Bewerbern um das höchste politische Amt in Kirgisistan. Mit einem Wahlergebnis von knapp 0,6 % der abgegebenen Stimmen spielte Issajew beim Wahlsieg Dschaparows jedoch nur eine Nebenrolle.